# Nhập khẩu trực tiếp
Nhập khẩu trực tiếp là sản phẩm được nhập khẩu trực tiếp vào một quốc gia và không thông qua đại lý / nhà phân phối ủy quyền của nhà sản xuất.  Vì không có người trung gian được ủy quyền của nhà máy liên quan đến việc nhập khẩu các sản phẩm này, nên chi phí gia tăng thấp hơn và khách hàng trả ít hơn.  Ngoài ra, nhiều mặt hàng đang bị thiếu hoặc không được nhập khẩu bởi các nhà phân phối ủy quyền của nhà sản xuất có thể được mua dưới dạng nhập khẩu trực tiếp.  Không có sự khác biệt trong các sản phẩm thực tế.  Trong hầu hết các trường hợp, chúng được sản xuất ở cùng một nơi bởi cùng một người và với cùng một vật liệu.  Đôi khi, các nhà sản xuất sẽ cung cấp cho họ một tên khác.
Hoàn toàn hợp pháp khi trực tiếp nhập khẩu và bán các sản phẩm đó. Nhắc nhở duy nhất là vì chúng không được mua từ một người trung gian được ủy quyền tại nhà máy địa phương, nên bảo hành của nhà sản xuất có thể không được áp dụng.  Loại hình kinh doanh này khá phổ biến và theo xu hướng của nền kinh tế toàn cầu.
Tại các nền kinh tế đang phát triển nhanh chóng như Ấn Độ, nơi nhu cầu về các sản phẩm tiêu dùng quốc tế đang tăng nhanh hơn nhiều so với nguồn cung từ các nhà phân phối ủy quyền trong nước, nhập khẩu trực tiếp trở thành cách duy nhất để người tiêu dùng mua một bộ sản phẩm lớn (đặc biệt là đuôi dài).  Trong nhiều trường hợp, ngay cả khi một sản phẩm cụ thể có sẵn từ một người trung gian được ủy quyền, nhập khẩu trực tiếp có thể có giá thấp hơn nhiều vì những người trung gian trong nước sử dụng quyền lãnh thổ độc quyền của họ để định giá sản phẩm cao hơn nhiều so với nước xuất xứ.  Ngược lại, ở các quốc gia nơi mà sự chênh lệch giá cả và sản phẩm như vậy, rõ ràng nhất là quy trình nhập khẩu thường rất khó chịu và không dễ dàng được điều hướng bởi người tiêu dùng trung bình rời khỏi lĩnh vực định giá từ những người trung gian trong nước.

## Phân tán bởi công nghệ
Để giúp thu hẹp khoảng cách này, một nhóm các công ty thương mại điện tử mới đóng vai trò là người hỗ trợ nhập khẩu trực tiếp đã phát triển công nghệ Thương mại điện tử và Chuỗi cung ứng tinh vi để tạo ra chuỗi cung ứng xuyên biên giới cho phép người tiêu dùng mua sắm trực tuyến các sản phẩm quốc tế và giao tại đích sau khi đã nộp thuế đến ngưỡng cửa của họ.  Toàn bộ quy trình mua sắm, vận chuyển và nhập khẩu quốc tế được xử lý chìa khóa trao tay bởi các nhà cung cấp thương mại điện tử và giao dịch tiêu dùng là một giao dịch mua hàng trực tuyến đơn giản.
Đây là một ví dụ quan trọng về cách công nghệ Internet là một lực lượng mạnh mẽ để phi trung gian hóa trong thương mại.  Để minh họa, chuỗi cung ứng B2C điển hình liên quan đến nhập khẩu bao gồm năm thực thể (theo thứ tự):
1. Nhà cung cấp / Nhà sản xuất nước ngoài
2. Nhà nhập khẩu trong nước
3. Nhà phân phối trong nước
4. Nhà bán lẻ trong nước (trực tuyến hoặc ngoại tuyến)
5. Người mua trong nước

Với sự ra đời của nhập khẩu trực tiếp trực tiếp tận dụng Internet, chuỗi cung ứng được giảm xuống còn ba thực thể:
1. Nhà cung cấp / Nhà sản xuất nước ngoài
2. Người hướng dẫn nhập khẩu trực tiếp
3. Người mua trong nước

Như mọi khi, việc loại bỏ các trung gian trong chuỗi cung ứng, tức là "cắt bỏ người trung gian" dẫn đến tính minh bạch của thị trường cao và giá cả hiệu quả.